# OSS 117 – Liebesgrüße aus Afrika
OSS 117 – Liebesgrüße aus Afrika (im französischen Original OSS 117: Alerte rouge en Afrique noire, zu deutsch „OSS 117: Alarmstufe Rot in Schwarzafrika“) ist eine Action-Komödie von Nicolas Bedos, die im Juli 2021 bei den Filmfestspielen von Cannes ihre Premiere feierte und kurz später in die französischen Kinos kam. Im Zentrum der Handlung steht erneut der französische Geheimagent OSS 117, ein politisch inkorrekter Antiheld reinsten Wassers. Thematisiert werden anti-schwarzer Rassismus und Frankreichs Neokolonialismus, den es im sog. Françafrique praktiziert, also den Staaten des ehemaligen Französisch-Westafrikas.

## Handlung
Ende 1980, kurz nach Beginn des sowjetischen Überfalls auf Afghanistan, entkommt der französische Geheimagent Hubert Bonisseur de La Bath alias OSS 117 mit knapper Not aus der Gefangenschaft der Invasoren. Zurück in Paris, muss er feststellen, dass sich die Zeiten langsam ändern: Nicht nur, dass im französischen Präsidentschaftswahlkampf der sozialistische Kandidat Mitterrand anhebt, den konservativen Amtsinhaber – und OSS-117-Favoriten – Giscard d’Estaing vom Thron zu stoßen. Nein, für ihn unerwartet muss OSS 117 auch hinnehmen, dass er, nach beinahe 40 Dienstjahren, keinen Außendienst mehr verrichten soll. Statt seiner wird in Zukunft der jungdynamische Lederjacken- und Wuschelhaarträger Serge alias OSS 1001 die aufregenden Auslandseinsätze absolvieren. Den wohlfrisierten Anzugträger OSS 117 versetzt man in die neu eingerichtete EDV-Abteilung im Keller der Pariser SDECE-Zentrale. Dort darf er bei der Geburt des „Informationszeitalters“ mit Hand anlegen: In stupider Kleinarbeit muss er, gemeinsam mit schrulligen Computer-Nerds, den Inhalt von meterweise Akten abtippen und in elektronische Datensätze umwandeln. OSS 117 ahnt nicht, dass ihm die so gewonnenen technischen Fertigkeiten im Laufe der weiteren Handlung noch von Nutzen sein werden.
Als aber bald darauf OSS 1001 auf einer Afrika-Mission spurlos verschwindet, muss doch wieder OSS 117 ran und soll in eine ungenannt bleibende früheren Kolonie reisen (auf einer nur teilweise beschrifteten Landkarte zeigt OSS 117 allerdings auf ein Gebiet, in dem Kamerun liegt). Die Ex-Kolonie gehört zum einstigen Französisch-Westafrika, das als sogenanntes „Françafrique“ französisches Interessengebiet geblieben ist. OSS 117 soll die „Wiederwahl“ – deren Ergebnis schon vorab feststeht – des frankreichfreundlichen Präsidenten-Diktators Koudjo Sangawe Bamba gewährleisten. Außerdem soll OSS 117 verhindern, dass diverse Befreiungsorganisationen dem Autokraten an den Kragen gehen.
Kaum in Afrika angekommen, landet OSS 117, dank seines gewohnt tollpatschigen und bornierten Auftretens, im Gefängnis. Dort stößt er auf den vermissten OSS 1001, der sein eigenes Verschwinden inszeniert hatte, um die örtlichen Widerstandsgruppen zu infiltrieren. Der genauso ahnungs- wie instinktlose OSS 117 legt jedoch die Undercover-Identität seines Kollegen bloß, den die inhaftierten Regierungsgegner jetzt beinahe lynchen. In letzter Sekunde werden, auf Intervention des Tyrannen Sangawe Bamba, die beiden französischen Agenten freigelassen. Nun muss das ungleiche Paar – hier der rassistische, sexistische und wenig intelligente OSS 117; dort der smarte, auch seine „weiche weibliche Seite“ einsetzende (aber keineswegs homosexuelle!) OSS 1001 – gemeinsam versuchen, im Dienste Frankreichs dessen zwielichtigen Schützling Sangawe Bamba im Sattel zu halten. Bereits im engen persönlichen Umfeld des Napoleonbewunderers wimmelt es von Sympathisanten der Aufstandsbewegungen. Die junge Präsidentengattin Zéphyrine treibt dabei ein gefährliches Doppelspiel.

## Produktion

### Einordnung
Es handelt sich bei dem Film um den dritten Teil der Reihe um die Abenteuer des Geheimagents Hubert Bonisseur de la Bath aka OSS 117, die mit OSS 117 – Der Spion, der sich liebte bereits 2006 und OSS 117 – Er selbst ist sich genug im Jahr 2009 in die Kinos kamen. Die Reihe basiert auf den OSS-117-Büchern des französischen Schriftstellers Jean Bruce. Die erste Geschichte erschien 1949, und die Reihe wurde nach seinem Tod im Jahr 1963 von seiner Familie fortgesetzt.

### Filmstab, Besetzung und Dreharbeiten
Regie beim dritten Teil führte Nicolas Bedos, im Gegensatz zu den ersten beiden Filmen, in denen Michel Hazanavicius Regie führte.  Wie bereits bei den ersten beiden Teilen zeichnete Jean-François Halin für das Drehbuch verantwortlich.
Oscar-Preisträger Jean Dujardin, der zuvor bereits zweimal diese Rolle übernommen hatte, spielt OSS 117. In einer weiteren Hauptrolle ist Pierre Niney als sein neuer Kollege OSS 1001 zu sehen.
Die Dreharbeiten fanden von Ende November 2019 bis Mitte Februar 2020 in Paris und Kenia statt.

### Filmmusik und Veröffentlichung
Die Musik schuf Bedos gemeinsam mit Anne-Sophie Versnaeyen. Das Soundtrack-Album sollte am 30. Juli 2021 von Milan Records als Download veröffentlicht werden. Darauf enthalten sind auch Lieder von Indy Eka, Commodores und anderen Künstlern. Ein erster Song mit dem Titel Le Freak von Tessa B. wurde bereits vorab veröffentlicht.
Die erste Vorstellung erfolgte Mitte Juli 2021 bei den Filmfestspielen von Cannes, wo er als Abschlussfilm gezeigt wurde. Am 4. August 2021 kam er in die französischen Kinos. Ende Oktober, Anfang November 2021 wurde er beim Fantasy Filmfest gezeigt. Im April 2022 wurde er als Eröffnungsfilm des Prague International Film Festival (Febiofest) gezeigt.

## Rezeption
Der Film startete in den französischen Kinos mit gut einer halben Million Zuschauer.